# Rifferswil
Rifferswil es una comuna suiza del cantón de Zúrich, ubicada en el distrito de Affoltern. Limita al oeste y norte con la comuna de Mettmenstetten, al noreste con Aeugst am Albis, al este con Hausen am Albis, y al sur con Kappel am Albis.